# L2B
L2B est un groupe de rap français composé de KLN, IDS et D2, tous trois originaires du Bois-l'Abbé à Champigny-sur-Marne dans le Val-de-Marne. 

## Membres et nom de groupe
Ils grandissent ensemble au quartier du Bois-l’Abbé à Champigny-sur-Marne. Le nom L2B fait référence à leur quartier, surnommé BLB par les jeunes, avec donc un L et deux B, L2B. Ils y ajoutent d'abord le terme de Gang, à la mode, avant de le retirer début 2023.
Le groupe est composé de [source secondaire nécessaire]: 
- KLN, ou Kilian Sambat-Dehlot (d'origine congolaise de Brazzaville) autre surnom (Tchemi)
- IDS, Idrys M'Bakidi (d'origine congolaise de Brazzaville) autre sur nom (SD)
- D2 (d'abord Dave), ou Dave Darryl Sanou (d'origine ivoirienne et malienne) autre surnom (DD)

## Carrière

### Les débuts (2017-2020)
À douze ans seulement et encore scolarisés au collège, les trois amis d'enfance se lancent dans le rap en novembre 2017, inspirés par les morceaux et clips des grands de leur quartier,,. Le trio sort alors son premier morceau, Guette le flow. Le clip compte plus de 2.4 millions de vues en février 2024.
L'année 2018 est marquée par la sortie de six singles, dont Cartel de Cali qui dépasse les 4 millions de streams Spotify en début d'année 2024. En novembre 2018, ils réalisent la première partie du Zénith du 4Keus, qui est le groupe du moment. Ils font également celle de Leto à La Cigale.
Six singles, c'est aussi ce que proposent les L2B pendant l'année 2019. Tous dépassent désormais le million d'écoutes sur Spotify, mais aucun ne se démarque réellement.
C'est en 2020 que sort leur premier gros succès, Trahison, qui compte plus de 16 millions de streams sur Spotify.

### 94 Bois Vol.1 & 2(2021-2022)
En mars 2021, le L2B est invité pour une interview d'une heure sur la radio Mouv' de Radio France. Cela se fait à l'occasion de la sortie de leur premier EP 94 Bois, long de six titres puis étendu à sept avec Bwalab, sorti pour le média rap Booska-P. Il est réalisé en co-production avec le label O-vnee music du compositeur Dany Synthé, qui est le cousin de leurs autres producteurs (172 Records). Ils sont alors encore au lycée dans leur ville. Le projet est salué par les auditeurs et les médias spécialisés.
En janvier 2022, L2B partage l'EP 94 Bois, Vol. 2, qui se veut être la suite du précédent. Long de neuf titres, ce projet propose une collaboration avec Rsko, un autre rappeur du Bois-l'Abbé, mais également SDM. En avril 2022, ils font la première partie de ce dernier à La Cigale. En juillet 2022, ils apparaissent pendant plus de vingt minutes sur la radio parisienne Générations.

### Plus Comme Avant(2023)
En mars 2023 sort Dans La Chambre / Money, un featuring avec Franglish qui dure un peu moins de cinq minutes et est composé de deux parties distinctes. La seconde partie devient un single à part entière le 28 avril 2023, après un gros succès sur TikTok.
Le 12 mai, L2B partage son premier album et premier long format : Plus comme avant. Les artistes invités sur le projet de 17 titres sont Koba LaD (sur les morceaux En vérité et 2004), Uzi (sur Cité d'or), Rsko (Pour toi) et Franglish (Dans la chambre / Money). Le 8 décembre sort la réédition du projet, désormais long de 25 titres. Un nouveau featuring fait son apparition, Réflexes avec Leto.
En juin 2023, L2B est invité par Mouv' pour son émission Passe le câble, où les invités partagent leurs morceaux favoris, telle une playlist.

### Nés pour briller(2025)
Le 21 février 2025, la L2B partage l'album Nés pour briller : Book 1 KLN. Celui-ci est composé de treize morceaux : onze du groupe, un single de KLN et un featuring de KLN avec Niska. La suite du projet, Book 2 D2, est disponible le 18 avril 2025. Elle y ajoute neuf morceaux, dont sept du groupe, un single de D2 et une collaboration de D2 avec KeBlack et Genezio. Et enfin, le Book 3 IDS conclut le projet le 13 juin 2025, avec 11 titres supplémentaires. Il y a notamment un solo d'IDS, un featuring d'IDS avec La Mano 1.9 et un autre avec SDM. Les huit autres morceaux sont du groupe, dont une collaboration avec Gazo et une courte apparition de Rsko. Le projet dans son ensemble est long de 33 morceaux.

## Style et influences
Le L2B fait beaucoup d'ego trip. Sans que ce ne soit réellement des inspirations pour leur musique, les membres du L2B expliquent que des artistes comme Niska ou les groupes XVBarbar et PSO Thug ont bercé leur enfance.

## Discographie

### Singles
- 2017 :
  - Guette le flow
- 2018 :
  - J'fais le mec
  - Cartel de Cali
  - Qui nous l'empêche
  - C.W.F
  - Ce soir
  - GTA #1
  - Cash
- 2019 :
  - Marchand de sable
  - Beaucoup plus
  - Drive by
  - Hold Up
  - C'est rien c'est la caille
  - Vaisseau mère
- 2020 :
  - Konoha #1
  - Billets mauves
  - Famous Dex
  - Trahison
  - Black Ops
- 2021 :
  - Melvin Williams
  - Square (Extrait de CRCLR MVT Saison II)
  - Amis d'enfance (feat. Rsko) Platine[11]
  - Montant
- 2022 :
  - Bitume (feat. SDM) Or[11]
  - Fais-le (feat. Bramsito)
- 2023 :
  - 5 étoiles
  - Dans la chambre / Money (feat. Franglish) Platine[11]
  - Money (feat. Franglish)
  - Cité d'or (feat. Uzi)
  - Pour toi (feat. Rsko)
  - 2004 (feat. Koba LaD)
  - En vérité (feat. Koba LaD)
  - Réflexes (feat. Leto)
- 2024 :
  - Touché coulé
  - Movie Or[11]
  - Check
- 2025 :
  - Pélican  Diamant[11]
  - Tout pour l'équipe Or[11]
  - Jump (IDS & La Mano 1.9)
  - Only

### Apparitions
- 2019 :
  - 34A feat. L2B - 94BX (sur le projet En attendant l'album)
- 2020 :
  - Prototype feat. L2B - Snake #5
- 2022 :
  - Brk feat. L2B - Shooter #3
  - Rsko feat. L2B - Compète (sur l'album LMDB)
  - SLK feat. L2B - Tout est noir
  - Brk feat. L2B - Problèmes (sur l'EP Top Boy, Vol. 1)
  - B.I feat.L2B - Kilogrammes
- 2023 :
  - Pilax feat. L2B - A la maison
  - DJ Quick feat. L2B - 24 (sur l'album Onde2Choc)
- 2024 :
  - Negrito feat. L2B - Fiché (sur l'album Débrouillard)
  - Game Over feat. L2B et La Mano 1.9 - Hors la loi (sur la mixtape Game Over 3 - Terminal 1)
  - Game Over feat. L2B et Guy2Bezbar - T'étais où (sur la mixtape Game Over 3 - Terminal 3)
  - KPoint feat. L2B - Stone (sur l'EP SHOTTAS)
  - Jr La Melo feat. L2B - Ma nana
  - La Fouine feat. L2B - Seleçao (sur la mixtape Capitale du Crime Radio)

### Singles, freestyles et apparitions des membres en solo

#### KLN
- 2020 : Freestyle IGTV
- 2023 : Sous la neige
- 2023 : Bibi la coco
- 2024 : GOAT
- 2024 : NO LIMIT - Tiakola feat. KLN (sur la mixtape BDLM Vol. 1)
- 2024 : TRUST - Booska-P feat. KLN (sur la compilation Booska Cypher 02)
- 2024 : Location - La Fouine feat. KLN et Lossa (sur la mixtape Capitale du Crime Radio)
- 2025 : Hypé - Saamou feat. KLN
- 2025 : Mektoub - La Fouine feat. KLN (sur l'album État des lieux)
- 2025: On se comprend (Musique originale inspirée du film "Indomptables") - Fally Ipupa, KLN, Merveille et Dany Synthé
- 2025 : Overbooking Or
- 2025 : Tendance - Niska feat. KLN

#### IDS
- 2019 : Freestyle Insta
- 2023 : Freestyle Zampa
- 2023 : Freestyle Plus comme avant
- 2023 : Freestyle Le Cercle
- 2023 : Rebelote - Rsko feat. Niska & IDS (sur l'album Memory)
- 2024 : Boom Boom - Rsko feat. IDS (sur la réédition de l'album Memory)
- 2024 : 3 X 1
- 2024 : Putain de mood - Slkrack feat. IDS
- 2025 : Jump - La Mano 19 feat.IDS
- 2025 : Cama/Sosa
- 2025 : David Douillet - SDM feat. IDS

#### D2
- 2023 : #100Pitié
- 2023 : Comme en 2005
- 2024 : Salaire de Zidane
- 2025: C’est Quoi Ton Délire - D2 feat. KeBlack et Genezio
- 2025 : Sur moi